# Theodor Lipps
Theodor Lipps (født 28. juli 1851 i Wallhalben, død 17. oktober 1914 i München) var en tysk filosof og psykolog i det sene 1800-tal; han var da en af hovedkræfterne inden for psykologismen i Tyskland. 
Lipps promoverede i Leipzig hos Wilhelm Wundt. Efter en tid som lærer i Bonn (1877–90) og et professorat i Breslau (1890–94) blev han kaldet til universitetet i München (1894–1914), hvor han fulgte efter Carl Stumpf i lærestolen for systematisk filosofi.
Lipps virkede især inden for området psykologisk æstetik. Til hans betydeligste arbejder hører Grundtatsachen des Seelenlebens, 1883 ("Grundlæggende kendsgerninger vedrørende sjælelivet") og Raumästhetik und geometrisch-optische Täuschungen, 1897 ("Rumæstetik og geometrisk-optiske bedrag").
Sent i livet adopterede han ideer fra Husserl. Da nogle af hans studenter ikke brød sig om hans psykologisme, slog de sig sammen med nogle af Husserls studenter og dannede en gren af fænomenologien: Essensernes fænomenologi.
De logiske love opfattede han som naturlove for vores tænkning og forbandt en viljens æstetik til kunstnerisk frembringelse med en teori om indføling (ty. Einfühlung ) Han anså den analyserende psykologi som grundvidenskab for logik, etik og æstetik.
Sigmund Freud var en stor beundrer af Theodor Lipps, som var en vigtig støtte for ideerne om det ubevidste og empatien.
Indføling, empati
I Wikipedias artikel om empati nævnes Theodor Lipps:
Ordet empati stammer fra græsk og kommer af en – ind og patos – følelse. Det var den tyske filosof Theodor Lipps, der knæsatte indfølingen eller empatien som et nøglebegreb i forsøget på at forklare, hvordan vi er i stand til at leve os ind i hinandens følelsesliv. Ifølge Lipps er empatien en følelse, der opleves som om den ikke tilhører os selv, men i stedet hører til en person eller et objekt uden for os selv. På denne måde kan vi have den særegne oplevelse at have basale følelser som sorg, glæde og vrede, som pludselig hidrører fra en anden. Følelsen er stadig vores egen: vi registrerer den andens følelse og er derefter i stand til selv at indoptage og udtrykke den på en distinkt måde. Igennem evnen til empati kan man få adgang til andre menneskers følelsesliv, hvilket dog ikke er det samme som at føle som dem; men ikke desto mindre er det muligt at nå til en indsigt i, hvordan formen af deres følelser tager sig ud.

## Værker
- Grundtatsachen des Seelenlebens. 1883.
- Grundzüge der Logik. 1893.
- Raumästhetik und geometrisch-optische Täuschungen. 1897.
- Komik und Humor. 1898.
- Die ethischen Grundfragen: Zehn Vorträge. 1899.
- Vom Fühlen, Wollen und Denken. 1902.
- Leitfaden der Psychologie. 1903.
- Ästhetik. 1903–1906.
- (som oversætter):  David Hume: Ein Traktat über die menschliche Natur